# نيلسون أغيار راميريز
نيلسون أغيار راميريز هو سياسي كوبي، ولد في 12 أغسطس 1945 في كوبا.